# Campeonato de Clubes de la CFU 2004
El Campeonato de Clubes de la CFU del 2004 fue la 7ª edición del torneo de fútbol a nivel de clubes del Caribe organizado por la CFU. Solo ocho equipos se dieron cita esta vez, pero se contó con la sorpresiva participación de equipos de Saint-Martin y Montserrat, debutantes absolutos en el torneo. Los otros clubes eran representativos de Trinidad y Tobago, Surinam (dos clubes), Jamaica (dos oncenas) y de Antigua y Barbuda.
Fue en esta edición en la cual se rompió la hegemonía de los clubes de Trinidad y Tobago, que habían sido amos y señores del torneo en sus primeros seis años de celebración, cuando el Harbour View FC de Jamaica venció en la final al Tivoli Gardens FC, también de Jamaica.

## Primera Ronda
| Local             | Global | Visitante       | Ida    | Vuelta |
| ----------------- | ------ | --------------- | ------ | ------ |
| San Juan Jabloteh | 3 - 1  | WBC             | 3 - 1  | 0 - 0  |
| Inter Moengotapoe | 3 - 1  | Juventus SM     | 2 - 0  | 1 - 1  |
| Bassa SC          | 2 - 4  | Tivoli Gardens  | 2 - 1  | 0 - 3  |
| Ideal SC          | 1 - 30 | Harbour View FC | 1 - 15 | 0 - 15 |

## Semifinales
| Local             | Global | Visitante       | Ida   | Vuelta |
| ----------------- | ------ | --------------- | ----- | ------ |
| Inter Moengotapoe | 6 - 9  | Harbour View FC | 4 - 6 | 2 - 3  |
| San Juan Jabloteh | 1 - 2  | Tivoli Gardens  | 1 - 1 | 0 - 1  |

## Final
| Local           | Resultado | Visita            | Ida | Vuelta |
| --------------- | --------- | ----------------- | --- | ------ |
| Harbour View FC | 3-2       | Tivoli Gardens FC | 1-1 | 2-1    |

| Harbour View FC 1º título |

## Goleadores
|    | Jugador          | Club              | Goles |
| -- | ---------------- | ----------------- | ----- |
| 1. | Jomo Gordon      | Harbour View FC   | 9     |
| 1. | Luton Shelton    | Harbour View FC   | 9     |
| 3. | Nicolas McCreath | Harbour View FC   | 5     |
| 4. | Jermaine Hue     | Harbour View FC   | 4     |
| 5. | Craig Stewart    | Harbour View FC   | 3     |
| 5. | Claudio Pinas    | Inter Moengotapoe | 3     |
| 5. | Johnny Bron      | Harbour View FC   | 3     |